# Ипељске Уљани
Ипељске Уљани (слч. Ipeľské Úľany) насељено је мјесто са административним статусом сеоске општине (слч. obec) у округу Љевице, у Њитранском крају, Словачка Република.

## Становништво
| Година:    | 1994. | 2004.    | 2014.    | 2024.   |
| ---------- | ----- | -------- | -------- | ------- |
| Број људи: | 415   | 342      | 290      | 262     |
| Разлика:   |       | -17,59 % | -15,20 % | -9,65 % |

| Година:    | 2023. | 2024.   |
| ---------- | ----- | ------- |
| Број људи: | 263   | 262     |
| Разлика:   |       | -0,38 % |

Према подацима о броју становника из 2011. године насеље је имало 299 становника.